# Falsidactus lateriplagiatus
Falsidactus lateriplagiatus là một loài bọ cánh cứng trong họ Cerambycidae.